# Un uomo saggio
Un uomo saggio (Un sage) è un racconto dello scrittore francese Guy de Maupassant, pubblicato per la prima volta il 4 dicembre 1883 sul quotidiano Gil Blas sotto lo pseudonimo di Maufrigneuse. In seguito, rimaneggiato è uscito in volume nella raccolta "Les Sœurs Rondoli" (Le sorelle Rondoli) del 1884; è dedicato al barone Ludovic de Vaux.
Narra la vicenda di una donna sessualmente insaziabile che sta lentamente uccidendo il marito; l'unica soluzione è quella di portarsi in casa un robusto giovanotto che sappia fare il lavoro al posto suo.

## Trama
Blérot è il miglior amico del narratore, si conoscono oramai da una vita si può dire e pertanto non si nascondono nulla. Così, quando di punto in bianco Blérot annunzia all'amico la sua intenzione di sposarsi molto presto questi, prendendo la cosa un po' come un tradimento nei suoi confronti, appena celebrate le nozze si allontana dall'amico sentendosi di troppo.
Diciotto mesi più tardi, di ritorno da un lungo viaggio, il narratore incontra nuovamente, lungo i viali della passeggiata, l'amico Blérot: lo riconosce a stento tanto è cambiato in peggio, pallido e smunto, le guance infossate e gli occhi cerchiati. Trascina l'amico con sé e, dopo averlo costretto a sedersi su una panchina, gli chiede cosa mai gli sia accaduto di così tremendo per ridurlo in un tale stato.
L'uomo è esaurito, al limite delle forze, e confida che la giovane moglie ha un vero e proprio temperamento da Messalina; una ninfomane affamata di sesso dalle voglie e desideri incontenibili. Lui proprio non ce la fa più a seguirla, se va avanti così pensa di aver ancor poco tempo da vivere. Mentre si sta alzando stancamente e con le gambe barcollanti il narratore, impaurito che questo possa esser l'ultima volta che vede il caro amico, gli dà allora un ottimo consiglio: perché non procura alla moglie un amante?!
Sei mesi dopo, sempre lungo gli Champs-Élysées incontra ancora una volta Blérot: sta attraversando il viale a passi spediti, brillante ed in gran forma sembra aver del tutto recuperato le forze. Appena vedutolo, invita subito l'amico quella sera stessa a casa sua: a tavola ci sono quattro persone, il narratore, Blérot, la moglie e il giovane, robustissimo amico di famiglia, Lucien Delabarre. Dopo aver finito di mangiare i due uomini se ne vanno felici ed allegri fuori casa, lasciando Lucien solo col compito di intrattenere la donna.